# 苏氏舞蛛
苏氏舞蛛（学名：Alopecosa sulzeri）为狼蛛科舞蛛属的动物。分布于古北区以及中国大陆的新疆、甘肃、黑龙江等地，常栖息于草丛。